# Oxyopes pennatus
Oxyopes pennatus är en spindelart som beskrevs av Schenkel 1936. Oxyopes pennatus ingår i släktet Oxyopes och familjen lospindlar. Inga underarter finns listade i Catalogue of Life.